# Jan Abramowicz
Jan Abramowicz, auch Jan Abrahamowicz († 19. April 1602) war ein Wojewode der Woiwodschaft Minsk und Smolensk. Er war einer der führenden Vertreter des Calvinismus in Litauen. Sein Sohn war der General und Statthalter Mikołaj Abramowicz.

## Leben
Jan Abramowicz wuchs am Hofe von Mikołaj Radziwiłł Rudy auf und nahm an seiner Seite an Feldzügen gegen Moskau teil. Sein ganzes Leben war er mit der Familie Radziwiłł verbunden. So ermunterte er seinen Klienten Jan Radwan dazu, sein lateinisches Gedicht Radivlias (1592) zu Ehren von Mikołaj Radziwiłł Rudy zu verfassen.
Im Jahre 1580 war er als Starost von Lida Statthalter von Vilnius. In dieser Position erregte er als Calvinist das Missfallen von Jerzy Radziwiłł, dem Bischof von Vilnius.
Mehrmals trat er auf den Sejmen für die Rechte Litauens gegenüber der Polnischen Krone auf, insbesondere setzte er sich 1585 ein, dass Livland Litauen zurückgegeben werden sollte. Dank der Unterstützung der Familie Radziwiłł wurde er Starost in Wenden. Von 1590 bis 1596 war er Präsident in Dorpat. Im Jahre 1593 wurde er Wojewode von Minsk und 1596 von Smolensk.
Als führender Vertreter des Calvinismus in Litauen nahm er im Jahre 1595 an der Synode in Toruń teil sowie 1599 an den Beratungen mit den Dyzunici und den Disputen mit den Jesuiten desselben Jahres. Er war der Protektor des calvinistischen Schriftstellers Andrzej Wolan. Zudem war er durch seine Frau Anna Dorota aus dem Hause Wołłowicz mit der Orthodoxie verbunden und genoss das Vertrauen von Konstanty Ostrogski. Mehrmals setzte er sich für die orthodoxen Bürger von Vilnius ein, als eine Brüderschaftskirche gebaut werden sollte. Dies untersagte der Magistrat von Vilnius 1596, sodass Jan Abramowicz in Konflikt mit dem Litauischen Kanzler Lew Sapieha geriet, der den unierten Metropoliten unterstützte.
Am 19. April 1602 starb er. Zu seinen Ehren ließen eigene Calvinisten die „Oracya na żałobną śmierć i pogrzeb wielkeigo patrona Zboru Bożego i mądrego Senatora“ drucken.

## Werk
- Zdanie Litwina o kupczy taniej zboża a drogiej sprzedaży, 1595